# Wise Disk Cleaner
Wise Disk Cleaner (cunoscută ca și  Wise Disk Cleaner FREE), dezvoltat de WiseCleaner.com, este un program utilitar folosit pentru a elimina fișiere potențial nedorite și a defragmenta partițiile de disc ale calculatorului.

## Caracteristici
Wise Disk Cleaner poate elimina fișierele temporare sau potențial nedorit lăsate de anumite programe, inclusiv Internet Explorer, Firefox, Google Chrome, Safari, Windows Media Player, eMule, Microsoft Office, Adobe Acrobat, Adobe Flash Player, Java Sun, WinRAR, și alte aplicații, împreună cu istoricul de navigare, cookie-uri, Recycle Bin, descărcările  de memorie, fișierele jurnal, cache de sistem, date de aplicații, istoria completărilor automate, precum și diverse alte date.
Wise Disk Cleaner va curăța, de asemenea, fișiere potențial neutilizate de sistem, cum ar fii imagini de fundal, clipuri video și fișiere de eșantionare implicite ale Windows-ului.
Wise Disk Cleaner are, de asemenea, un utilitar pentru defragmentarea discului încorporat. O interfață linie de comandă, o interfață grafică, un instrument de programare încorporat poate utiliza functionalitățile programului de curățare și defragmentare.

## Părerile criticilor de specialitate
Editorii CNET au dat aplicației un  rating de 5/5 stele (2009).